# Guillermo Gutiérrez
Guillermo Gutiérrez (ur. 3 maja 1927) – wenezuelski lekkoatleta, olimpijczyk.

## Kariera
Wystąpił na Letnich Igrzyskach Olimpijskich 1952 w dwóch konkurencjach. W biegu eliminacyjnym na 100 m zajął 5. miejsce z czasem 11,42 s, odpadając z dalszej rywalizacji (55. rezultat eliminacji). W wyścigu kwalifikacyjnym na 400 m uzyskał 2. wynik w swoim biegu (48,82 s), dzięki czemu awansował do ćwierćfinału. W nim zajął 4. miejsce (48,75 s) i nie awansował do półfinałów, uzyskując 15. czas tej fazy zawodów. Zgłoszony był również do sztafety 4 × 100 m, jednak drużyna wenezuelska ostatecznie nie wystąpiła w zawodach.
Na Igrzyskach Panamerykańskich 1955 zdobył dwa medale w biegach sztafetowych, w tym srebro w sztafecie 4 × 100 m (41,36 s) i brąz w sztafecie 4 × 400 m (3:15,93). Na Igrzyskach Boliwaryjskich 1951 wywalczył srebro indywidualnie w biegu na 400 m (48,4).
Rekord życiowy w biegu na 400 m – 48,31 (1955).